# Ipomoea marginisepala
Ipomoea marginisepala är en vindeväxtart som beskrevs av O'donell. Ipomoea marginisepala ingår i släktet praktvindor, och familjen vindeväxter. Inga underarter finns listade i Catalogue of Life.